# Bronte, Texas
Bronte là một thị trấn thuộc quận Coke, tiểu bang Texas, Hoa Kỳ. Năm 2010, dân số của thị trấn này là 999 người.

## Dân số
- Dân số năm 2000: 1076 người.
- Dân số năm 2010: 999 người.